# James Colosimo

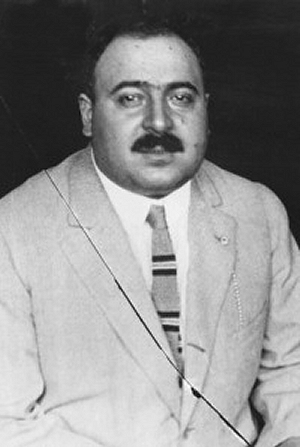
James Colosimo

James "Big Jim" Colosimo, födelsenamn Giacomo Colosimo, född 1877, immigrerade till Chicago, Illinois, från Cosenza, Kalabrien, Italien, 1895. James var den förste bossen i Chicago Outfit. Efter hans död kontrollerades organisationen av Johnny Torrio och senare Al Capone. James dog 1920 efter att ha blivit skjuten. Vem som sköt honom är inte säkert, men många tror att gangstern Frankie Yale sköt honom på uppdrag av Johnny Torrio.
Ett annat smeknamn än "Big Jim", som James hade under sin karriär, var "Diamond Jim". Detta namn fick han på grund av att han ofta klädde sig i en vit kostym och hade på sig diamant-broscher, ringar och andra smycken. Smyckena, kombinerad med hans charm och pengar, hjälpte honom att etablera relationer med kvinnor. Han hade en stark förkärlek för kvinnor, vilka ökade hans entusiasm för att starta en affärsrörelse inom prostitution. 1902 gifte han sig med Victoria Moresco och tillsammans öppnade de en bordell. Inom några år ökade Colosimo sin affärsrörelse till nära 200 bordeller och han skaffade sig mer invägar till hasardspel och svindleri.